# Paracanace maritima
Paracanace maritima är en tvåvingeart som först beskrevs av Wirth 1951.  Paracanace maritima ingår i släktet Paracanace och familjen Canacidae. Inga underarter finns listade i Catalogue of Life.